# 霍克斯伯里河怪物
霍克斯伯里河怪物（英文：Hawkesbury River Monster）出没于澳大利亚新南威尔士州霍克斯伯里河的神秘动物。霍克斯伯里河怪物通常被描述为一种25-35英尺（7.62-10.67米）长、类似蛇颈龙的动物。

## 历史
霍克斯伯里河怪物的历史可以追溯至3000年前，澳大利亚的一处岩石绘画呈现一个有着长颈、长尾与四个鳍的动物。在澳大利亚达鲁克部落原住民的传说中，他们受到一名名为Moolyewonk（或mirreeular）的神秘动物袭击。在19世纪首批白人移民抵达澳大利亚时，澳大利亚土著警告白人避免靠近水边，水中有着袭击人类的怪物。在20世纪80年代，出现一次著名的袭击事件，一名渔夫驾驶的小船遭到袭击，小船被抛出水面3米，而渔夫则侥幸逃脱攻击抵达岸边。在同时代的另一些报道中，还有船只被掀翻或被破坏，但船员已经不在现场。除此外，还有一些目击者报告岸边有着不明生物滑向水中的痕迹。

## 研究者态度
神秘动物学家雷克斯·吉尔罗伊（Rex Gilroy ）与妻子希瑟（Heather）收集了自1965年以来数百起霍克斯伯里河怪物的目击报告，吉尔罗伊认为霍克斯伯里河怪物的传说是真实的。澳大利亚博物馆的古生物学家罗伯特·琼斯（Robert Jones）对此则持怀疑态度，他认为霍克斯伯里河是不可能存在蛇颈龙的。

## 脚注
1. ↑  另一说为7-24米